# Cầu Ánh Sao

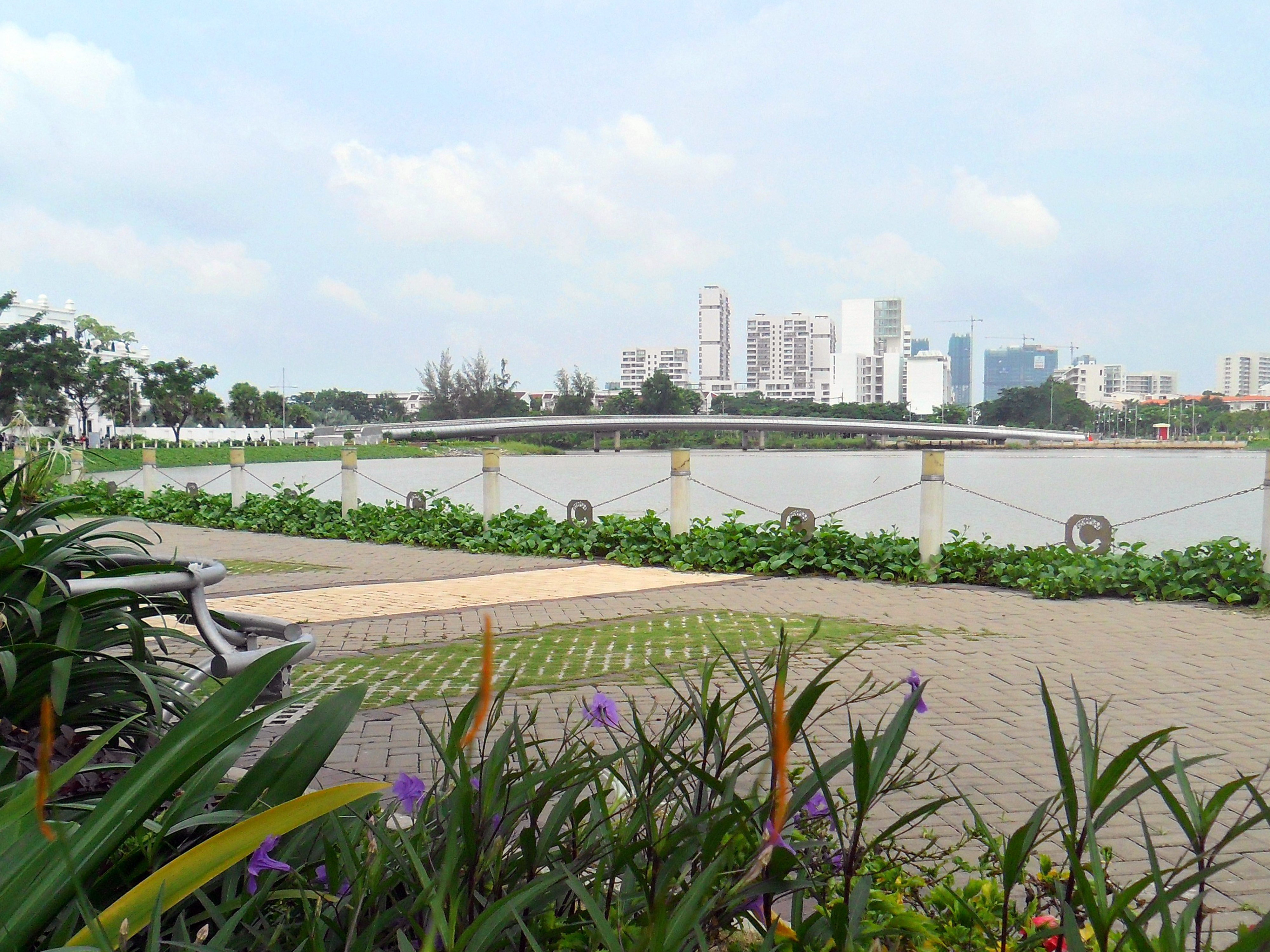
Góc nhìn từ Khu Hồ Bán Nguyệt sang Khu Kênh Đào, ở giữa là cầu Ánh Sao.

Cầu Ánh Sao (Starlight Bridge) là cầu chỉ dành cho người đi bộ để ngắm cảnh và cũng là cây cầu bộ hành hiện đại đầu tiên của Việt Nam. Cầu tọa lạc ở khu đô thị Phú Mỹ Hưng, Quận 7, Thành phố Hồ Chí Minh, bắc qua rạch Thầy Tiêu nối Khu Hồ Bán Nguyệt (The Crescent) với Khu kênh Đào có tổng vốn đầu tư khoảng 50 tỷ đồng. Đây là một địa điểm tham quan, một nơi hò hẹn lý tưởng cho bao người đang yêu. Cầu Ánh Sao có 330 đèn trên mặt cầu.